# Бейра (провінція)

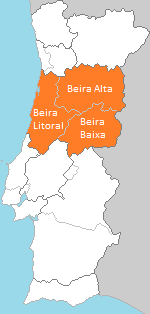
Бейра

Бе́йра (лат. Beira; порт. Beira, МФА: [ˈbɐj.ɾɐ]) — провінція Португальського королівства у XII—XIX століттях. За старим адміністративним поділом розташовувалася у Центральній Португалії, у межиріччі річок Мондегу й Дору. Існувала з середньовіччя. Первісно, до XVI століття, була комаркою. Історичний центр — місто Коїмбра. Головні міста — Авейру, Візеу, Каштелу-Бранку, Порту. 1832 року поділена на три частини: Верхню Бейру з центром у Візеу, Нижню Бейру з центром у Каштелу-Бранку і Дору з центром в Ламегу. 1936 року з цих частин було виокремлено Берегову Бейру з центром у Коїмбрі. Берегова, Верхня і Нижня провінції називаються разом Бейрами (порт. Beiras).

## Етимологія
Етимологія «Бейри» точно невідома. Деякі дослідники виводили назву провінції від кельтського племені беронів, що оселилися на теренах майбутньої Бейри за римської доби, за правління імператора Тиберія, й змінили своє ім'я на бейрів (порт. beirões). Інші вважали, що назва провінції походить від португальського слова beira — «край, окраїна, межа, берег», позначаючи береги численних річок та морське узбережжя. Серед інших гіпотез — Бейра як погранична територія на межі християнського і мусульманського світів у часи Реконкісти.

## Історія

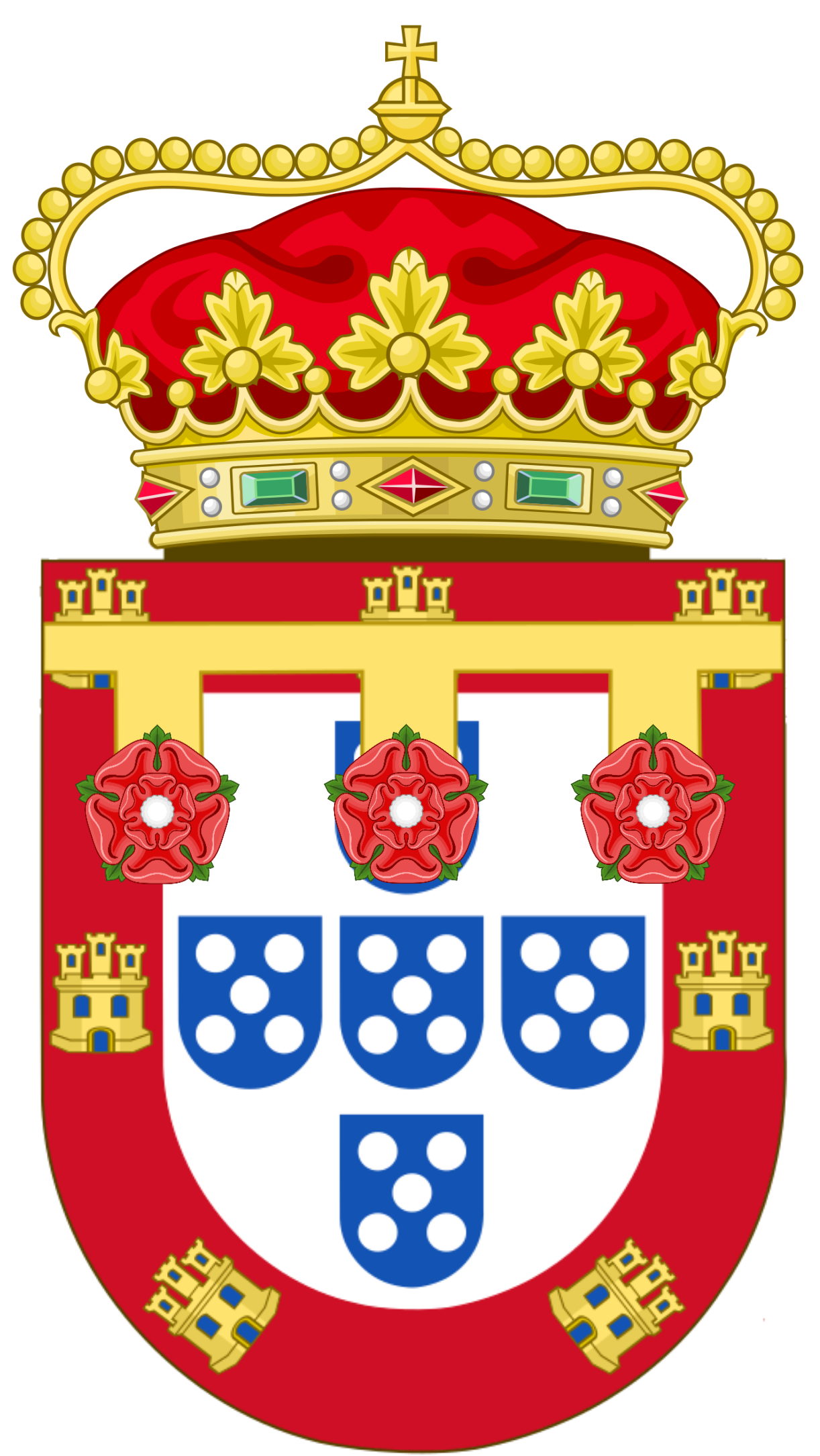
Герб принців Бейрівських

В стародавні часи територію Бейри населяли кельтські племена лузітанів. У І—V століттях, після римського завоювання, вона була частиною римської провінції Лузітанія. Внаслідок падіння Риму землями провінції керували свеви, вестготи, а з початку VIII століття — мусульманські загарбники. У IX—ХІ століттях астурійсько-леонське лицарство визволило терени Бейри. За правління короля Афонсу І її більша частина входила до складу Португальського королівства. Його нащадки Саншу І і Афонсу ІІ відвоювали у мусульман решту земель. Від 1737 року роках первістки португальських королів титулувалися принцами Бейрівськими.
XV—XVI століття
- Бе́йрівська кома́рка (порт. Comarca da Beira) — займала межиріччя Дору і Тежу. У XVI столітті розширена до Атлантичного океану за рахунок земель Ештермадурської комарки[3].

XVI—ХІХ століття
- Бе́йрівська прові́нція (порт. Província da Beira) — 1801 року поділялася на комарки з такими центрами[3]:

1. Авейру
2. Арганіл
3. Візеу
4. Гуарда
5. Каштелу-Бранку
6. Коїмбра
7. Ламегу
8. Ліняреш
9. Піньєл
10. Транкозу
11. Фейра

Бейра перестала існувати внаслідок адміністративно-територіальної реформи 1832 року. Провінцію поділили на 3 частини: Верхню Бейру, Нижню Бейру і Дору. 
- Нижньо-Бейрівська провінція (порт. Província da Beira Baixa), або Нижньо-Берйрівська префектура (порт. Prefeitura da Beira Baixa) — поділялася на комарки (субпрефектури) з такими центрами[3]:

1. Гуарда
2. Каштелу-Бранку
3. Сейя
4. Томар

- Дорська провінція (порт. Província da Douro), або Дорська префектура (порт. Prefeitura da Douro) — поділялася на комарки (субпрефектури) з такими центрами[3]:

1. Авейру
2. Коїмбра
3. Пенафієл
4. Порту
5. Фейра

Адміністративна реформа 1835
- Верхня Бейра (округ Візеу)[2]
- Нижня Бейра (округи Каштелу-Бранку, Гуарда)[2]
- Дору (округи Авейру, Коїмбра, Порту)[2]